# Kỳ Tân, Cao Hùng

Vị trí tại Cao Hùng

Kỳ Tân (tiếng Trung: 旗津區; bính âm: Qíjīn Qū; Pe̍h-ōe-jī: Kî-tin-khu) là một khu (quận) của thành phố Cao Hùng, Trung Hoa Dân Quốc (Đài Loan). Địa bàn của quận là toàn bộ hòn đảo Kỳ Tân ở phía đông của cảng Cao Hùng. Dân cư của quận Kỳ Tân hầu hết đều phụ thuộc vào ngành công nghiệp hàng hải. Hòn đảo Kỳ Tân từng được kết nối với đất liền ở phần cực nam, tuy nhiên nó đã bị đào để mở một lối ra vào thứ hai cho cảng Cao Hùng. Kỳ Tân có diện tích 1,4639 km², dân số vào tháng 8 năm 2011 là 29.768 người thuộc 10.986 hộ gia đình, mật độ cư trú đạt 20334,7 người/km². Về mặt hành chính, Kỳ Tân quản lý cả quần đảo Đông Sa và đảo Ba Bình tại Quần đảo Trường Sa.